# 山倉和博
山倉 和博（やまくら かずひろ、1955年9月2日 - ）は、愛知県大府市出身（福岡県田川市生まれ）の元プロ野球選手（捕手）・コーチ、解説者・評論家。現役時は意外なところで長打を打つことから「意外性の男」と称された。

## 経歴

### プロ入り前
東邦高校では2年次の1972年に内野手から捕手に転じ、俊足強打で鳴らす。3年次の1973年には田口実記（三菱重工名古屋）とバッテリーを組み。四番打者として春夏連続で甲子園に出場。春の選抜では準々決勝に進むが、横浜高の永川英植に抑えられ完封負けを喫する。夏の選手権は2回戦（初戦）で高知商に敗退。
同年のドラフトで南海ホークスから2位指名を受けるが、入団を拒否して1974年に一般入試で早稲田大学に入学。この入団拒否の際、自ら足を運び交渉に当たった野村克也選手兼任監督が「自分の後継者になってくれ」と要請したが、山倉は「僕は早稲田に進学します。南海には行きません」と言ったきり沈黙。何を聞いてもほとんど答えない態度に野村もお手上げで「全く使えないか、逆にプロですぐ使えるか、どちらかやな」という印象を抱いたが、山倉自身は後に「その言葉で捕手を続けたようなものだった」と振り返っている。同年には江川卓も阪急が1位指名、袴田英利もロッテから3位指名を受けたが、入団を拒否して法政大学に進学している。東京六大学野球リーグでは1年次の1974年春季リーグから起用され、優勝を経験した。しかしその後は法大の全盛期となり優勝には届かなかった。道方康友（後に日本鋼管入社）や難波秀哉（後に関西テレビ放送入社）らとバッテリーを組み、岡田彰布・佐藤清（日本生命〜早大監督）・松本匡史らと打の主軸を形成。盗塁王を獲得するなど俊足の捕手として鳴らし、3年次の1976年には第5回日米大学野球選手権大会日本代表に選出され、4年次の1977年には主将を務めた。リーグ通算94試合出場、300打数82安打、2本塁打、32打点、打率.273、ベストナイン（捕手）2回。卒論は「野球における捕手の一考察。」という題材で体育会の学生にしては珍しく原稿用紙80枚を書き上げて、卒業が認定された。

### プロ時代
1977年のドラフト1位で読売ジャイアンツへ入団。このドラフトでは阪神を除く11球団がマークしていたが、郷里の中日かセ・リーグ在京球団以外はお断りと強い意志を示し、「希望以外だったら社会人」と公言。巨人の本命は江川であったが、いの一番選手を指名できるくじを引いたのは、クラウンであった。江川の交渉権を目の前で奪われた巨人は、投手ではなく山倉を指名。担当スカウトは加藤克巳。入団後は声が小さい、態度がふてぶてしい、新人らしさがないなど、自主トレーニングやキャンプから印象について厳しく言われた。「ナマクラ」というあだ名も付けられてしまい、肝心の捕手としての資質は、流石に江川に次いで、全ドラフト指名の中で2番目に名前が挙がっただけのことはあったが、先輩諸氏の受けという点では決して良いものではなかった。しかし、長嶋茂雄監督は全く違った見方をしており、「打撃なら笠間、肩なら福島の方が上。でも、山倉にはどっしりとした風格がある。雰囲気がある。捕手として大事なものを持っている」と見ていた。笠間雄二も福島知春も前年に巨人がペナントレースを半ば独走態勢に入った夏頃から時々使われ始め、経験は1年目の山倉よりあったが、長嶋にしか分からないひらめきもあって、山倉の開幕スタメン起用をオープン戦終盤に決定。巨人軍史上、1947年4月18日の中日戦で武宮敏明がマスクを被って以来、31年ぶりの開幕戦新人捕手先発起用となった。
1978年4月1日の阪神戦（後楽園）で初出場を果たすと、4回裏には新井良夫から初安打・初本塁打・初打点を記録。打球は低い弾道ながら、打球は吸い込まれるように左翼スタンドに突き刺さった。早大時代は4年間で僅か2本塁打であったが、プロ2打席目で記念すべき初本塁打を放ち、新人捕手の開幕戦本塁打は1960年の大洋の黒木基康が中日戦（中日）で記録して以来、実に18年ぶりの快挙であった。それでも山倉は万歳をするわけでもなく、大はしゃぎするわけでもなく、「そりゃ嬉しいですよ」という試合後のコメントからは考えられない、淡々とした表情でダイヤモンドを1周。ベンチの巨人ナインが半ばあきれながら「本当に何を考えているのか分からんヤツや」と言った。バッテリーを組んだ先発の堀内恒夫が全てサインを出し、山倉は試合後に「投手をリード?そんなことできませんよ。堀内さんの指示で投げてもらった。僕は捕っているだけ」と種明かしまでしてしまったが、9回に1点差に迫られても交代はしなかった。長嶋は「山倉?落ち着いていたね。ベテランみたいに。ああいうのが投手は安心するんだ」と的中した新人の起用にご機嫌で、山倉は堀内から捕手の心構えを学んだ。プロ初安打が本塁打など当初から長打力のあるところを見せ、守備も平均以上であったが、打撃の確実性に欠けるのが課題であった。
2年目の1979年には正捕手の座を獲得し、オフには「地獄の伊東キャンプ」で鍛えられる。
3年目の1980年に17本塁打を放ち、同年から1987年まで8年連続で100試合以上に出場。この頃から「意外性の男」と呼ばれるようになるが、同年はパスボールが多く、バッシングを浴びることも多かった。長嶋は「パスボールが記録されても、すべて僕のミスでした、と責任を取っていた。だからこそ投手陣は彼（山倉）を信頼したのだろう」と語っているが、そのオフに牧野茂ヘッドコーチが就任すると、すぐに自宅へ来て、このパスボールの多さについて尋ねた。悩んだが、山倉は「すべて投手のサインミス。サインどおりならパスボールなんてしません」と言ったところ、牧野はニコリと笑って「その気持ちを忘れずにやってくれ」と言った。これで裏方に徹する肚が決まる。
1981年には4年ぶりのリーグ優勝と8年ぶりの日本一に貢献。同年から1987年まで7年連続でオールスターゲーム出場を果たし、同年の第3戦（神宮）では全パ先発の村田兆治（ロッテ）からソロ本塁打を放ってMVPを獲得。リードも光り、投手陣の持ち味を遺憾なく引き出したことで全パを完封したが、全パの完封負けは1975年の第1戦以来であった。同年、1983年、1987年と3度のベストナイン選出・ゴールデングラブ賞受賞も達成。インサイドワーク能力について当時評論家の野村から「配球が一本調子だ」と批評され、弱気なリードという批判もあったが、「打たれても最小限の被害で済むように」という考えが根底にあった。江川はカーブの曲がり具合で調子を判断し、叱ることで江川を怒らせて力を引き出した。強気で頑固な西本聖の生命線は内角攻めであったため、外角へのストレートで調子を見極めたが、定岡正二は神経質なのか図太いのかが分かりづらく、球が浮きやすいため低く構えることを徹底した。荒れ球も武器であったリリーバーの角三男には、高低だけを決めて、左右は球まかせにし、ほとんどド真ん中に構えた。すでにベテランで、以降も長く投げ続けた加藤初は江川に次ぐ球威で、初回にスライダーが決まれば問題がなかった。槙原寛己に対しては、スライダーが甘く入らないように注意しながら、おだてて気持ちよく投げさせた。叱られて頑張るタイプの水野雄仁は球威のある高めのストレートにフォークで勝負し、桑田真澄は熱くなって力で抑え込もうとする気持ちを巧みに操縦していった。絶対的な信頼関係に裏打ちされた多彩な投手それぞれに対する個別のリードで、江川は後に「捕手には二つのタイプがある。野村さんや古田敦也みたいに、捕手の側からメニューをつくってどんどんリードしていくタイプがある。でもそういう捕手だとたぶん僕は対立したと思う。山倉はメニューを五つくらい提示して、どれでいくか投手に委ねてくれるタイプの捕手だった」といい、山倉の配球はあくまで投手中心のものだったと言っている。
1982年には規定打席に到達したが、打率は最下位の.196と2割を切っている。この年の山倉を最後に日本プロ野球で「規定打席に到達して打率2割未満」の選手は現れていない。先述の低打率も1983年よりある程度解消されており、1985年7月12日の阪神戦（後楽園）では史上6人目となる3イニング連続本塁打を放った．なお、1985年4月17日の阪神戦（甲子園…バックスクリーン3連発の試合）は怪我により欠場しており、その試合のスタメンマスクは控え捕手の佐野元国だった。
1986年には近鉄から移籍してきた有田修三に加え、1989年には中日から中尾孝義も加入し、村田真一の台頭もあって、出場機会を減らしていった。中尾をトレードで獲得した藤田元司監督（6年ぶりに復帰）とも相容れなかった。8月26日後楽園球場の対広島戦で再び1試合3本塁打を相手エース北別府学らから記録．
1987年には打率.273・22本塁打の打撃成績に加え、守備でも桑田・江川・槙原・水野という4人の2桁勝利投手輩出と、抑え投手の鹿取義隆の活躍に貢献するなど高い評価を受け、巨人の捕手としては史上初のシーズンMVPを獲得。同年4月25日の阪神戦（甲子園）で1000試合出場を達成し、8月23日のヤクルト戦（神宮）では7回表に阿井英二郎から左越2点本塁打を放って100本塁打を記録。
1988年には右大腿二頭筋の肉離れに背筋痛と故障が続き、リードの勘も鈍ってくる。
1989年、この年実質正捕手の座を新加入の中尾に奪われたこともあって、本人は移籍を希望し、意中の球団は大洋であるとも報じられた。ロッテも獲得に乗り出していたことがあった（後に撤退）が、この年限りで引退した中畑清らの説得もあって、残留という形で落ち着いた。
1990年には控えながらもファン投票1位で3年ぶりにオールスターゲームに出場。山倉は「球宴に胴上げしながら運んでもらったよう。一生、忘れません」と語った。投手達の球を受け続けた左手は神経痛で麻痺し、右手の指はファウルチップで骨折、脱臼、打撲を繰り返したことで完全に変形していて、その疼き具合で翌日の天気を正確に当てられるようになった。チームがリーグ2連覇に沸いた同年引退。この年は同時に簑田浩二らも引退している。

### 引退後
引退後はTBS「○曜ナイター&エキサイトナイター」解説者・スポーツ報知評論家（1991年 - 1992年）を経て、巨人の一軍バッテリーコーチ（1993年 - 1998年）を務め、2度のリーグ優勝（1994年, 1996年）と1994年の日本一に貢献。巨人退団後はNHK「プロ野球」解説者（1999年 - 2003年）を経て、2004年からはフリーの評論家として多方面で活動。読売新聞西部本社スポーツアドバイザーとして野球の普及活動を行っていたが、2011年にはソフトバンク二軍バッテリーコーチに就任。高校卒業後の指名から38年を経て、コーチとしてホークスに入団したが、同年9月30日に「健康上の理由」で退団。

## 詳細情報

### 年度別打撃成績
| 年 度      | 球 団      | 試 合 | 打 席 | 打 数 | 得 点 | 安 打 | 二 塁 打 | 三 塁 打 | 本 塁 打 | 塁 打 | 打 点 | 盗 塁 | 盗 塁 死 | 犠 打 | 犠 飛 | 四 球 | 敬 遠 | 死 球 | 三 振 | 併 殺 打 | 打 率 | 出 塁 率 | 長 打 率 | O P S |
| ---------- | ---------- | ----- | ----- | ----- | ----- | ----- | -------- | -------- | -------- | ----- | ----- | ----- | -------- | ----- | ----- | ----- | ----- | ----- | ----- | -------- | ----- | -------- | -------- | ----- |
| 1978       | 巨人       | 69    | 145   | 132   | 10    | 26    | 3        | 0        | 3        | 38    | 9     | 1     | 2        | 4     | 0     | 8     | 0     | 1     | 25    | 1        | .197  | .248     | .288     | .536  |
| 1979       | 巨人       | 97    | 211   | 192   | 21    | 40    | 2        | 1        | 7        | 65    | 18    | 5     | 1        | 2     | 0     | 16    | 4     | 1     | 38    | 2        | .208  | .273     | .339     | .611  |
| 1980       | 巨人       | 127   | 436   | 399   | 44    | 98    | 21       | 3        | 17       | 176   | 52    | 3     | 3        | 5     | 2     | 28    | 1     | 2     | 79    | 14       | .246  | .298     | .441     | .739  |
| 1981       | 巨人       | 124   | 417   | 371   | 31    | 76    | 9        | 2        | 11       | 122   | 40    | 3     | 1        | 8     | 3     | 34    | 11    | 1     | 59    | 9        | .205  | .273     | .329     | .602  |
| 1982       | 巨人       | 129   | 445   | 398   | 27    | 78    | 14       | 1        | 7        | 115   | 39    | 2     | 1        | 2     | 6     | 35    | 10    | 4     | 55    | 11       | .196  | .268     | .289     | .557  |
| 1983       | 巨人       | 115   | 433   | 397   | 30    | 101   | 22       | 0        | 6        | 141   | 41    | 5     | 2        | 2     | 2     | 30    | 4     | 2     | 43    | 11       | .254  | .310     | .355     | .665  |
| 1984       | 巨人       | 114   | 388   | 340   | 38    | 82    | 18       | 0        | 12       | 136   | 43    | 1     | 1        | 1     | 3     | 41    | 8     | 3     | 62    | 12       | .241  | .328     | .400     | .728  |
| 1985       | 巨人       | 109   | 418   | 363   | 41    | 99    | 15       | 0        | 13       | 153   | 41    | 3     | 0        | 12    | 3     | 40    | 2     | 0     | 54    | 12       | .273  | .342     | .421     | .764  |
| 1986       | 巨人       | 102   | 326   | 291   | 26    | 69    | 12       | 1        | 8        | 107   | 36    | 0     | 2        | 6     | 4     | 22    | 6     | 3     | 63    | 3        | .237  | .294     | .368     | .661  |
| 1987       | 巨人       | 128   | 458   | 395   | 46    | 108   | 16       | 1        | 22       | 192   | 66    | 3     | 3        | 5     | 2     | 55    | 24    | 1     | 74    | 10       | .273  | .362     | .486     | .848  |
| 1988       | 巨人       | 58    | 180   | 153   | 13    | 26    | 4        | 0        | 4        | 42    | 17    | 1     | 1        | 7     | 1     | 19    | 5     | 0     | 27    | 5        | .170  | .260     | .268     | .528  |
| 1989       | 巨人       | 46    | 108   | 92    | 6     | 11    | 4        | 0        | 1        | 18    | 10    | 0     | 0        | 1     | 1     | 14    | 2     | 0     | 28    | 4        | .120  | .234     | .196     | .429  |
| 1990       | 巨人       | 44    | 101   | 85    | 6     | 18    | 3        | 0        | 2        | 27    | 14    | 0     | 0        | 1     | 1     | 14    | 1     | 0     | 13    | 2        | .212  | .320     | .318     | .638  |
| 通算：13年 | 通算：13年 | 1262  | 4066  | 3608  | 339   | 832   | 143      | 9        | 113      | 1332  | 426   | 27    | 17       | 56    | 28    | 356   | 78    | 18    | 620   | 96       | .231  | .301     | .369     | .670  |

- 各年度の太字はリーグ最高

### 年度別守備成績
| 年 度 | 球 団 | 捕手  | 捕手     | 捕手     | 捕手     | 捕手     | 捕手  |
| 年 度 | 球 団 | 試 合 | 企 図 数 | 許 盗 塁 | 盗 塁 刺 | 阻 止 率 | 失 策 |
| ----- | ----- | ----- | -------- | -------- | -------- | -------- | ----- |
| 1978  | 巨人  | 69    | 26       | 18       | 8        | .308     | 2     |
| 1979  | 巨人  | 96    | 51       | 34       | 17       | .333     | 6     |
| 1980  | 巨人  | 125   | 113      | 65       | 48       | .425     | 7     |
| 1981  | 巨人  | 124   | 69       | 40       | 29       | .420     | 5     |
| 1982  | 巨人  | 129   | 74       | 47       | 27       | .365     | 10    |
| 1983  | 巨人  | 115   | 80       | 46       | 34       | .425     | 8     |
| 1984  | 巨人  | 114   | 84       | 55       | 29       | .345     | 4     |
| 1985  | 巨人  | 107   | 94       | 74       | 20       | .213     | 7     |
| 1986  | 巨人  | 102   | 72       | 51       | 21       | .292     | 3     |
| 1987  | 巨人  | 127   | 68       | 50       | 18       | .265     | 2     |
| 1988  | 巨人  | 57    | 40       | 27       | 13       | .325     | 2     |
| 1989  | 巨人  | 45    | 29       | 20       | 9        | .310     | 2     |
| 1990  | 巨人  | 43    | 24       | 16       | 8        | .333     | 2     |
| 通算  | 通算  | 1253  | 824      | 543      | 281      | .341     | 60    |

- 各年度の太字はリーグ最高
- 太字年はゴールデングラブ賞の受賞[注 4]

### 表彰
- 最優秀選手：1回（1987年）
- ベストナイン：3回（1981年、1983年、1987年）
- ゴールデングラブ賞：3回（1981年、1983年、1987年）[注 4]
- オールスターゲームMVP：1回 （1981年第3戦）

### 記録
初記録
- 初出場・初先発出場：1978年4月1日、対阪神タイガース1回戦（後楽園球場）、8番・捕手として先発出場
- 初安打・初本塁打・初打点：同上、4回裏に新井良夫から左越ソロ

節目の記録
- 1000試合出場：1987年4月25日、対阪神タイガース2回戦（阪神甲子園球場）、8番・捕手として先発出場 ※史上269人目
- 100本塁打：1987年8月23日、対ヤクルトスワローズ22回戦（明治神宮野球場）、7回表に阿井英二郎から左越2ラン ※史上151人目

その他の記録
- 3イニング連続本塁打：1985年7月12日、対阪神タイガース戦（後楽園球場）、6回から8回にかけて2ラン、ソロ、3ラン ※史上6人目[10]
- オールスターゲーム出場：8回（1981年、1982年、1983年、1984年、1985年、1986年、1987年、1990年）
- 新人の開幕戦本塁打 ※史上8人目[11]

### 背番号
- 15（1978年 - 1990年）
- 76（1993年 - 1998年）
- 77（2011年）

## 関連情報

### 著書
- 『熱球悲願“意外性の男”の告白』（恒文社、1982年）ISBN 4770404816
- 『キャッチャーになんてなるんじゃなかった!－“意外性の男”の意外な告白』（ベースボール・マガジン社、1991年）ISBN 4583028873
- 『捕手型人間は出世する』（海鳥社、2006年）ISBN 4874155952